# Achille Savoia
Achille Savoia (Pavia, 1839 – Pavia, 1886) è stato un pittore italiano.

## Biografia
Dapprima allievo di C.Ferreri studiò poi alla Civica scuola di pittura con Giacomo Trecourt.  
Ancora diciottenne, nel 1860 ottiene un premio con il dipinto  di soggetto risorgimentale Il ritorno del volontario. 
Nel 1864 ottiene ancora un premio con il dipinto La presa di Palermo, il cui bozzetto è oggi conservato nei Musei Civici di Pavia unitamente ad altri suoi dipinti.
Influenzato dalla pittura di Induno, si dedicò oltre che a soggetti di genere, a soggetti devozionale (La nascita di Cristo) e a ritratti (Ritratto del litografo Giuseppe Cornienti, Ritratto di Re Umberto I), spesso firmandosi con le sole iniziali AS.